# شهرستان بونته
شهرستان بونته (به لاتین: Bonthe District) یک منطقهٔ مسکونی در سیرالئون است که در استان جنوبی، سیرالئون واقع شده‌است. شهرستان بونته ۳٬۴۶۸ کیلومتر مربع مساحت و ۲۰۰٬۷۳۰ نفر جمعیت دارد.